# Amy Lowell
Amy Lawrence Lowell (Boston, 9 de febrero de 1874 - 12 de mayo de 1925) fue una poeta estadounidense perteneciente a la estética del imagismo. Sus hermanos fueron el famoso astrónomo Percival Lowell, que predijo la existencia de Plutón, y Abbott Lawrence Lowell, presidente de la Universidad de Harvard. En 1926 se le concedió el Premio Pulitzer de Poesía a título póstumo.

## Biografía
Amy Lowell nació el 9 de febrero de 1874 en Boston, Massachusetts, hija de Augustus Lowell y Katherine Bigelow Lowell. Miembro de la familia Brahmin Lowell, entre sus hermanos se encontraban el astrónomo Percival Lowell, el educador y jurista Abbott Lawrence Lowell, y Elizabeth Lowell Putnam, una de las primeras activistas en favor de la atención prenatal. Eran bisnietos de John Lowell y, por línea materna, nietos de Abbott Lawrence. 
La escuela fue una fuente de considerable desesperación para la joven Amy Lowell. Consideraba que estaba desarrollando rasgos "masculinos" y "feos" y era una marginada social. Tenía fama entre sus compañeros de ser franca y testaruda.  A los quince años quería ser fotógrafa, poeta y entrenadora de carreras.
Lowell nunca asistió a la universidad porque su familia no lo consideraba apropiado para una mujer. Compensó esta carencia con una lectura apasionada y un coleccionismo de libros casi obsesivo. Vivió como una mujer de la alta sociedad y viajó extensamente, refiriéndose a la poesía en 1902 (a los 28 años) tras inspirarse en una actuación de Eleonora Duse en Europa. Tras comenzar su carrera como poeta a los 30 años, Lowell se convirtió en una estudiante entusiasta y discípula de este arte.
Su primer escrito apareció en 1910 en el Atlantic Monthly y su primera colección de poemas, A Dome of Many-Coloured Glass, dos años más tarde. De orientación homosexual, ella mismo contó en 1912 que la actriz Ada Dwyer Russell y ella estaban enamoradas. Russell es el tema de muchas de las obras más eróticas de Lowell, en particular los poemas de amor contenidos en «Two Speak Together», una subsección de Pictures of the Floating World. Ambas hicieron un viaje a Inglaterra, donde Amy conoció a Ezra Pound, quien ejerció una gran influencia sobre ella y en un importante crítico de su obra. También tuvo una relación romántica con la escritora Mercedes de Acosta, pero la única prueba de que se conocieron es una breve correspondencia intercambiada sobre un memorial para Duse, que no tuvo más historia.
Amy Lowell era un personaje imponente que peinaba sus cabellos en chignon, llevaba un pince-nez (unos quevedos o gafas de pinza) y fumaba constantemente habanos haciendo notar que duraban más que los cigarrillos. Entre sus obras se encuentran también ensayos críticos sobre literatura francesa y una biografía de John Keats. Su fetichismo por Keats ha pasado a la posteridad; Pound, entre otros, no pensaba en ella como una poeta imagista, sino como una patrona rica que era capaz de ayudar financieramente sus proyectos, debilitados tras su "exilio" vorticista. Lowell fue una de las primeras en adoptar el versolibrismo. Sus Obras completas (The Complete Poetical Works of Amy Lowell) fueron publicadas en 1955 con una introducción de Louis Untermeyer, a quien ella misma consideraba su amigo.
Lowell falleció de una hemorragia cerebral en 1925, a la edad de 51 años, y está enterrada en el cementerio de Mount Auburn. Al año siguiente, se le concedió a título póstumo el premio Pulitzer de poesía por What's O'Clock. Permaneció olvidada durante unos años, pero se produjo una revisión de su obra debida en parte a la focalización motivada por los estudios culturales que sondearon en ella los temas del lesbianismo y su relación con Ada Dwyer Russell, así como por su personificación de objetos inanimados en obras como The Green Bowl, The Red Lacquer Music Stand y Patterns.

## Obras
- 1912: A Dome of Many-Coloured Glass, Houghton Mifflin.
- 1914: Sword Blades and Poppy Seed, Macmillan.
- 1916: Men, Women and Ghosts, Macmillan.
- 1919: Can Grande's Castle, Macmillan.
- 1919: Pictures of the Floating World, Macmillan.
- 1921: Legends, Houghton Mifflin.
- 1921: Fir-Flower Tablets, Houghton Mifflin.
- 1922: A Critical Fable, Read Books.
- 1925: What's O'Clock, Houghton Mifflin.
- 1926: East Wind, Houghton Mifflin.
- 1927: Ballads for Sale, Houghton Mifflin.
- 1955: The Complete Poetical Works of Amy Lowell, Houghton Mifflin.

### En castellano
- 2007: El jardín de Sevenels, Ediciones Torremozas, ISBN 978-8478394012. Recopilación de poemas escogidos por la editorial.

### Crítica
- AMY LOWELL (1925). JOHN KEATS. HOUGHTON MIFFLIN COMPANY.